# Savio Vega
Juan Rivera (10 de agosto de 1965) es un luchador profesional puertorriqueño, mejor conocido bajo el nombre de Savio Vega. Comenzó su carrera en el World Wrestling Council, donde ganó el Campeonato Universal Peso Pesado de la WWC. Durante mediados a finales de los años 90, Rivera fue un luchador activo en la World Wrestling Federation (WWF), luchando inicialmente bajo el nombre de Kwang. Él fue más adelante renombrado Savio Vega, llegando a ser el líder de un stable puertorriqueño, Los Boricuas. Vega le dio a Stone Cold Steve Austin, Dwayne "The Rock" Johnson y Triple H sus primeras derrotas individuales en la WWF. Durante su rivalidad con Austin, fue el primer luchador en recibir su icónico movimiento final, el Stone Cold Stunner. Durante su carrera en la WWF, derrotó a varios luchadores de alto perfil, incluyendo a Hunter Hearst Helmsley, Jeff Jarrett, Bradshaw y Yokozuna.
Después de salir de la WWF, Rivera regresó a Puerto Rico y se unió a la promoción de Victor Quiñones, la International Wrestling Association, sirviendo como Gerente General durante mucho tiempo y ganando cinco títulos, incluyendo el Campeonato Mundial Pesado Indiscutido de la IWA. En 2011, participó en un angle interpromotional entre IWA y WWC, el primero de su tipo desde que ambas promociones hayan coexistido. Ganó títulos en América Latina, en promociones como la Revolution X-Treme Wrestling de Panamá, la Dominican Wrestling Entertainment de República Dominicana y la Wrestling Alliance Revolution del Ecuador. Rivera ha trabajado como entrenador de lucha libre y empleados para Ring Ka King y Total Nonstop Action Wrestling.

## Carrera

### Inicios

#### World Wrestling Council (1986-1993)
Rivera nació en Vega Baja, Puerto Rico, donde recibió su educación primaria y secundaria. Después de graduarse de la escuela secundaria, fue a Japón y después fue a New York donde audicionó para la WWF. Fue aceptado y enviado de vuelta a Puerto Rico, donde luchó por el World Wrestling Council y fue dirigido por El Profe y tuvo un feudo con Chicky Starr, Abdullah the Butcher, Rip Rogers y Carlos Colón. En 1989, debutó bajo la identidad de "TNT" y una vez que había adquirido suficiente experiencia en la lucha libre, fue enviado de nuevo a la Estados Unidos.

### World Wrestling Federation (1994-1999)

#### Kwang (1994-1995)
Después de varias semanas de expectación, Rivera debutó siendo uno de los personajes enmascarados de artes marciales con el nombre de Kwang en enero de 1994. En la vena de los misteriosos luchadores "asiáticos", Kwang escupía niebla venenosa en la cara de sus oponentes. Gestionado por Harvey Wippleman, Kwang fue por lo general exitoso contra los luchadores desconocidos y por el contrario llegaba al extremo de perder contra super estrellas de gran renombre. En 1995, su gimmick fue cambiado drásticamente.

#### Savio Vega (1995-1999)
El 14 de mayo de 1995, abandonó su gimmick Kwang, ya que Rivera apareció en ropa de calle durante el primer pay-per-view de In Your House en la WWF. Cuando el luchador Razor Ramon estaba siendo atacado después de una lucha por Jeff Jarrett y The Roadie, Rivera saltó sobre los rieles y rescató a Razor Ramon. Más tarde, en el PPV, Ramón presenta a su salvador como su amigo, el fuego puertorriqueño Savio Vega.
Vega disfrutó un cierto grado de popularidad el resto del año. Él compitió cuatro veces en una noche en el King of the Ring, superando a IRS, Yokozuna y The Roadie antes de perder con Mabel en la final (su lucha ante IRS fue de clasificación por el lugar vacante dejado por Ramon debido a una lesión).
La siguiente noche en Monday Night RAW, Vega estuvo a centímetros de derrotar a Jeff Jarrett por el título Intercontinental. El resto del año Vega trabajo en equipo con Razor Ramon.
En 1996, Vega luchó con "Ring Master" "Steve Austin" "Stone Cold" en el debut de ambos en WrestleMania, donde Austin salió victorioso. Unos meses más tarde, los dos tuvieron una revancha en In Your House 8: Beware of Dog .Lucharon en un combate Caribbean Strap Match. A diferencia de WrestleMania, Vega obtuvo la victoria esta vez. De acuerdo con las estipulaciones, el mánager de Austin, Ted DiBiase tuvo que abandonar la WWF. Por lo tanto, esta fue la última aparición de DiBiase sobre la programación de la WWF hasta el año 2005. También durante este tiempo, Vega fue el primer receptor del famoso Stone Cold Stunner de Steve Austin.

#### Nation of Domination (1997)
En febrero de 1997, Vega se convirtió en un miembro de la Nation of Domination con compañeros luchadores como Crush, D'Lo Brown y Faarooq. Se incorporó después de estar asociado con Ahmed Johnson durante una pelea por equipos. Vega dejaría el grupo en junio de 1997.

#### Los Boricuas (1997-1999)
Después que Vega saliera de la Nation of Domination, formó su propia alianza conocida como Los Boricuas con Miguel Pérez, José Estrada, y Jesús Castillo. Este grupo tuvo un feudo con Nation of Domination de Faarooq y los Disciples of Apocalypse de Crush. A finales de 1998, Vega participó en el torneo Brawl for All, llegando a los cuartos de final antes de perder con Darren Drozdov. Más tarde en ese año fue retirado de la empresa.

### IWA y promociones internacionales (1999-2010, 2011)
Mientras estaba en la International Wrestling Association (IWA), compitió en Revolution X-treme Wrestling con sede en Panamá, actuando en un Royal Rumble para determinar el ganador del vacante Campeonato Mundial Peso Pesado de la RXW, donde ganó el evento. El 24 de noviembre de 2007 se convirtió en el líder de un nuevo grupo heel conocido como Los Auténticos a lado de Miguel Pérez, Jr. y Ricky Vega.

### Regreso a World Wrestling Council (2011, 2012 - 2014)
Aunque antes ya había coqueteado con aparecer en Aniversario 2010, y al presentarse junto con Carlos Colon en un programa de Carmen Jovet en 2010. No fue hasta el siguiente año que Savio regresa a WWC en el programa de Las Superestrellas de la Lucha Libre augurando una invasión. Savio Vega apareció en Aniversario 2011 junto a luchadores de IWA allí se iba a concretar la invasión pero luego de negociaciones fallidas ambas partes decidieron abandonar el acuerdo. IWA toma un receso y Savio Vega aparece a través de un video grabado, en Euphoria 2012 pero como luchador independiente y no en representación de IWA, retando a Carlito a una lucha. El acuerdo entre Savio Vega y WWC vuelve a deshacerse. Finalmente en octubre de 2012 Savio vuelve a aparecer en el panorama de WWC emplazando a Carlito a luchar, esta vez Carlito lo invita a su sección Carlito Cabana. Sin embargo en el evento Lockout: Cierre de temporada estos dos se unen cuando Savio (árbitro especial) ataca al oponente de Carlito (Ray González) formando así La Familia Cool junto a Barrabas y se intentan apoderar de WWC nombrándola Carlito Caribbean Company (CCC). Savio Vega derrota a Carlos Colon con ayuda del Invader que se une a CCC en una lucha que determinaba el control de la compañía, pero en el evento La Hora de la Verdad, Invader y Carlito traicionaron a Vega. Luego de una riña con El Bronco y un encuentro en Aniversario 2013, abandona la empresa por desacuerdos con la dirección de su personaje. A fines de 2013 regresa a la empresa esta vez bajo el personaje TNT (personaje que uso en sus comienzos). Con este gimmick tiene una corta corrida, y milita bajo el bando técnico y luego bajo el bando rudo. Durante el verano 2014 decide reutilizar el personaje Savio Vega por unos meses antes de abandonar nuevamente la empresa durante el mes de octubre de 2014. Cabe destacar que Juan Rivera tras su regreso a WWC en 2011, nunca tuvo un manejo adecuado de personaje, ya que tuvo múltiples cambios de bando e incluso de personaje en un corto periodo. Esto tal vez a que en IWA siempre se mantuvo en el panorama estelar ya sea como luchador o como gerente general, donde generalmente estaba envuelto en los principales ángulos en comparación a WWC donde fungió como estelar de manera esporádica, pasando a ser 'midcarter' en la mayoría de sus actuaciones.

### Circuito Independiente
El 7 de julio de 2013, en el evento Summer Splash de la Borinquen Sports Promotion celebrado en San Lorenzo, Puerto Rico, Vega retiene el campeonato mundial de la BSP al derrotar al retador número uno Dimes.
En el evento Summer Splash La Revancha celebrado el 20 de julio de 2013 en el barrio Rincón de Gurabo, Vega pierde el campeonato mundial de la BSP cuando Dimes le tira un polvo blanco en la cara y luego le pega con un objeto.

## Campeonatos y logros
- Americas Wrestling Federation
  - AWF Americas Championship (1 vez)
- International Wrestling Association
  - IWA Hardcore Championship (1 vez)
  - IWA World Heavyweight Championship (4 veces)
  - IWA World Tag Team Championship (1 vez) - con Miguel Pérez, Jr.
- Pro Wrestling Illustrated
  - Situado en el N°288 en los PWI 500 de 2003[13]
- World Wrestling Association
  - WWA World Heavyweight Championship  (1 vez)
- World Wrestling Council
  - WWC Caribbean Heavyweight Championship (3 veces)
  - WWC North American Heavyweight Championship  (1 vez)
  - WWC Puerto Rico Heavyweight Championship  (1 vez)
  - WWC Universal Heavyweight Championship  (1 vez)
  - WWC World Tag Team Championship  (1 vez) - con Mr. Pogo
  - WWC World Television Championship  (5 veces)
- Revolution X-Treme Wrestling
  - RXW World Heavyweight Championship (1 vez)[11]
- Wrestling Alliance Revolution
  - WAR Tag Team Championship (1 vez) - con El Cóndor Ortiz
  - WAR World Heavyweight Championship (1 vez)
- Dominican Wrestling Entertainment
  - DWE World Tag Team Championship (1 vez) - con Miguel Pérez, Jr.
- Borinquen Sports Promotion
  - BSP World Heavyweight Champion (1 vez).